# Polícia Nacional da Ucrânia
A Polícia Nacional da Ucrânia (em ucraniano:  Націона́льна полі́ція Украї́ни, NPU) ou simplesmente Politsiya (em ucraniano:  Поліція) é o serviço de polícia nacional da Ucrânia, subordinado ao Ministério do Interior da Ucrânia, o ministério responsável por segurança pública. Até 2015 foi conhecido como Milítsia (em ucraniano:  міліція, lit. "Milícia").
A Milítsia Ucraniana foi fundada em 1917 como a polícia da RSS da Ucrânia. Por muito tempo a Milítsia era vista como extremamente corrupta, sendo acusado de maus-tratos, tortura e de violência policial. Durante o Euromaidan a Milítisia usou de força extrema que resultou na morte de quase 108 manifestantes, além de vários desaparecimentos forçados.

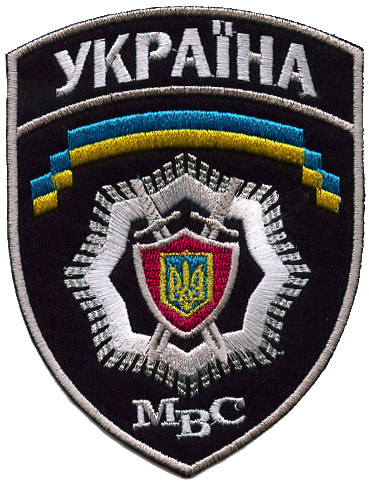
Patch da antiga Milítsia

Após a Revolução Ucraniana de 2014, o Presidente da Ucrânia Petro Poroshenko começou um processo de reforma do sistema policial e em 2015 a antiga Milítsia foi extinta e foi criada a Polícia Nacional da Ucrânia.

## Galeria

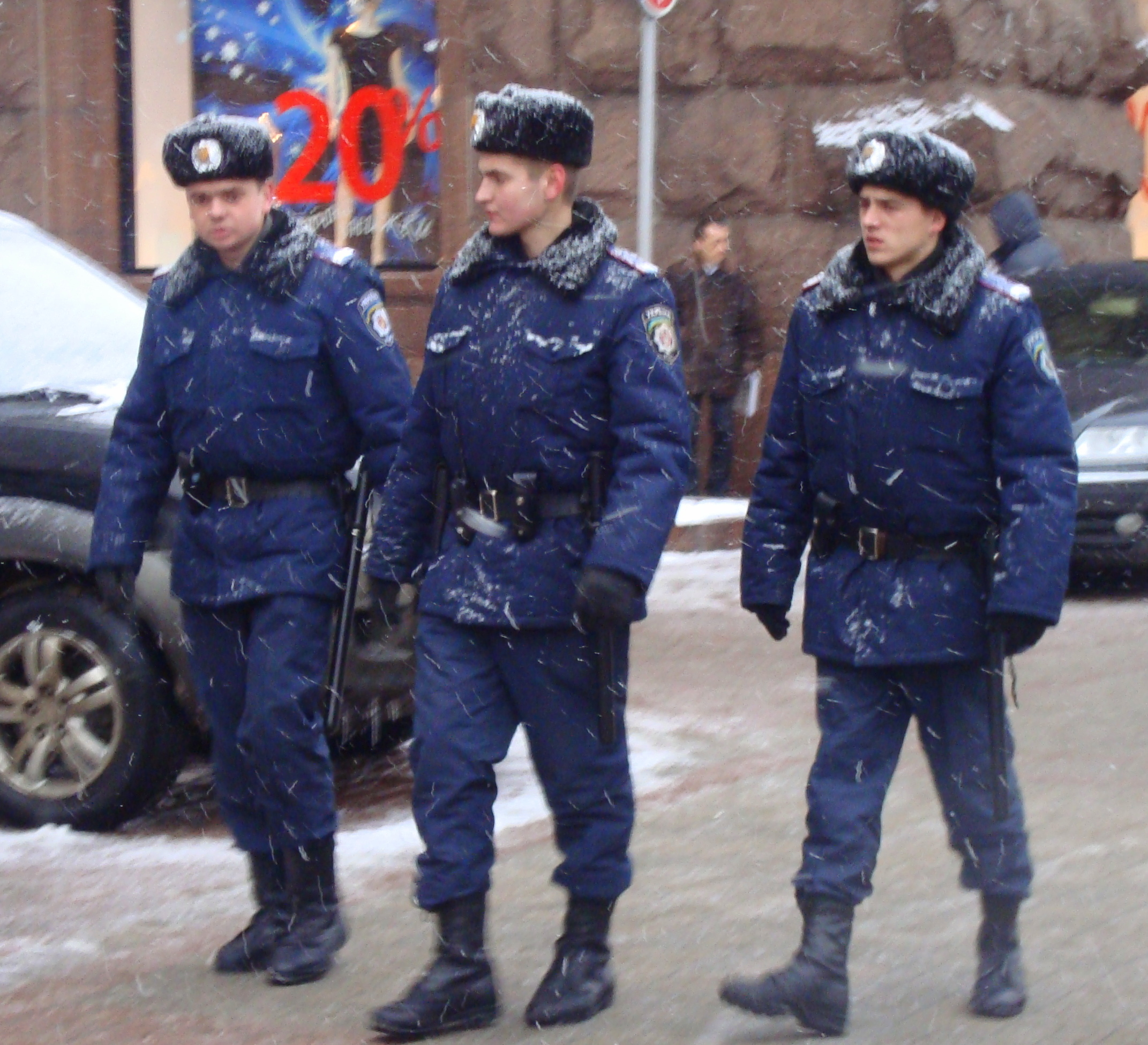
Policiais em Kiev, 2010
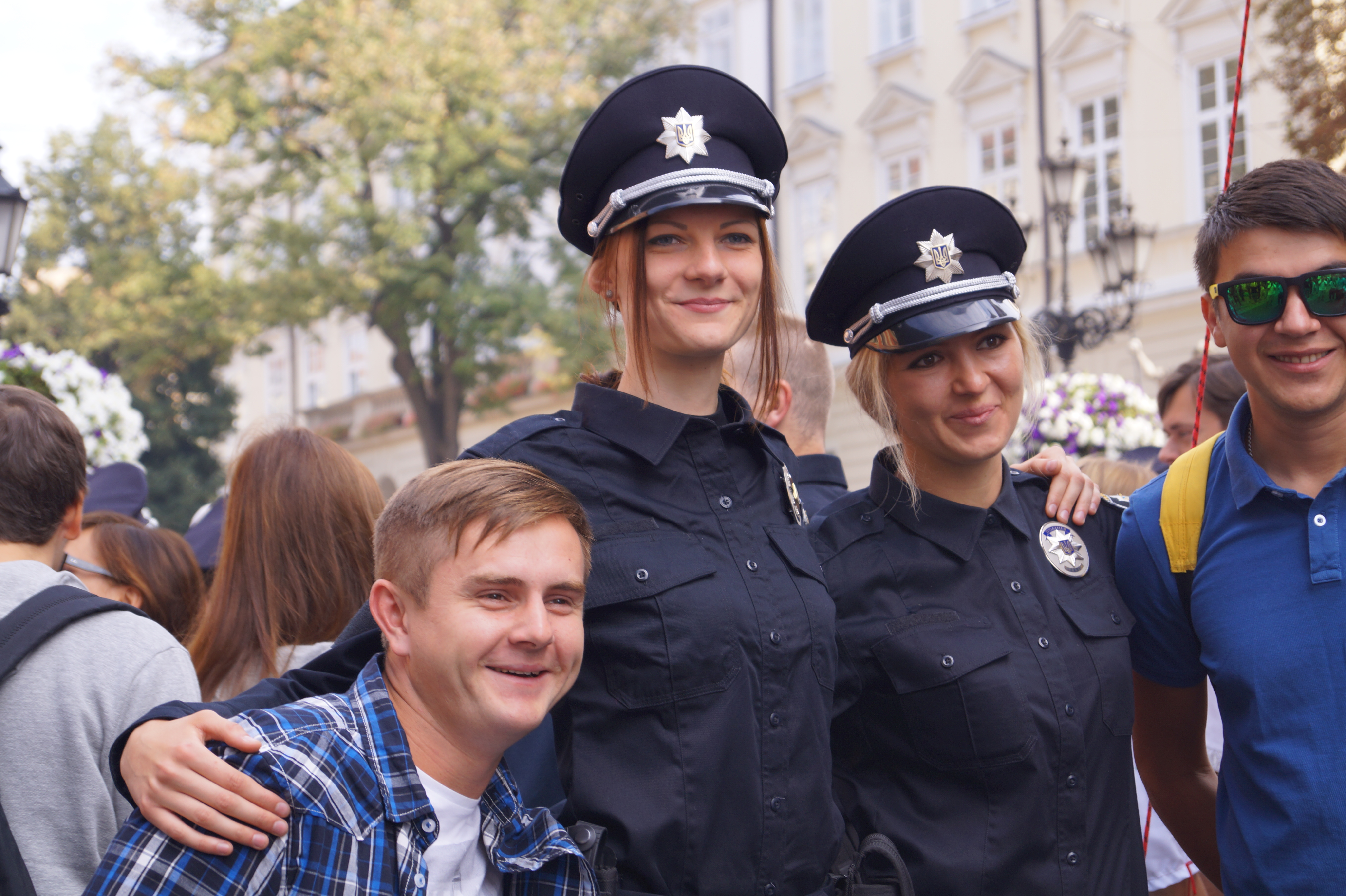
Policias em Lviv, 2015
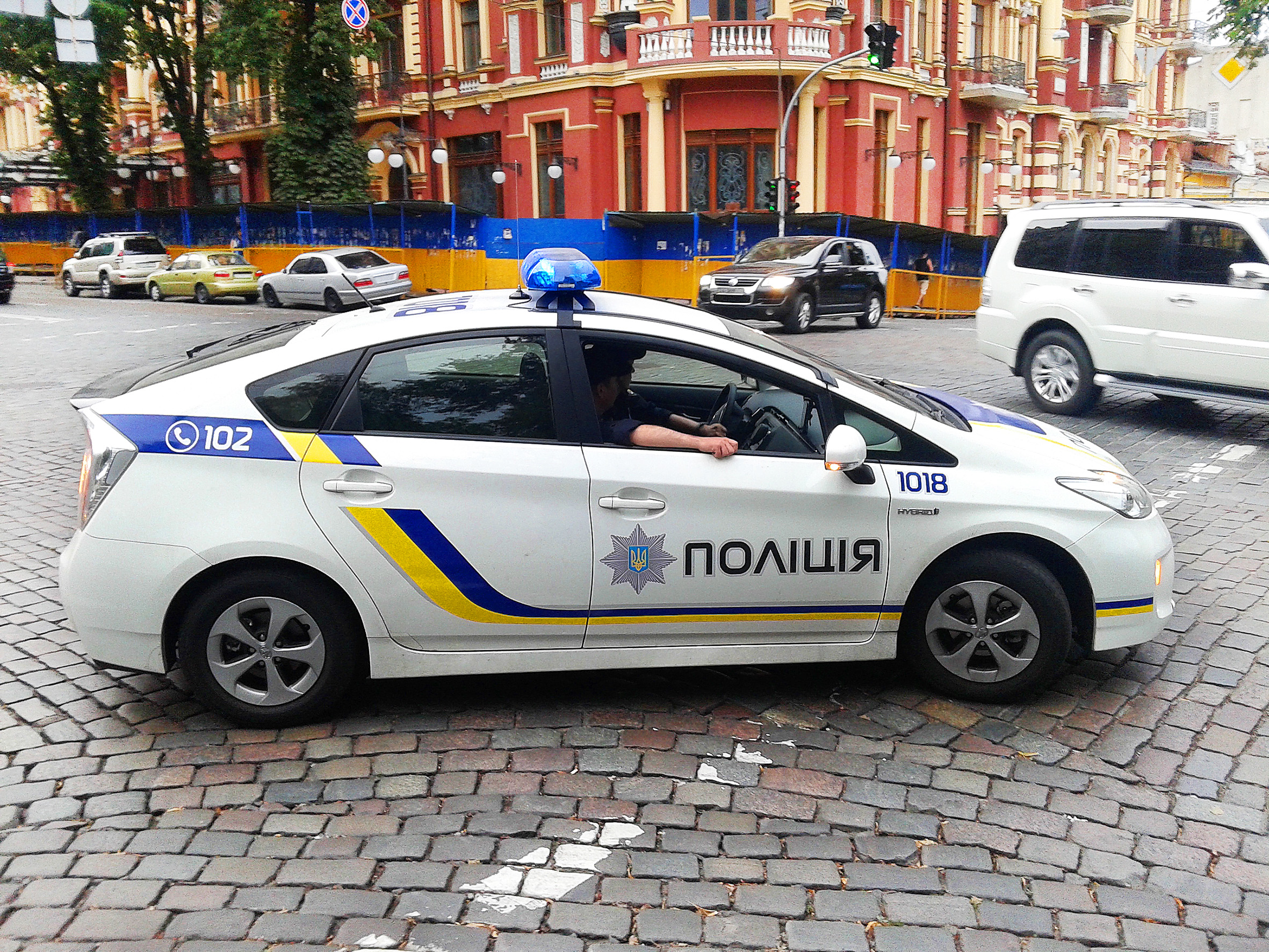
Toyota Prius da Polícia Nacional
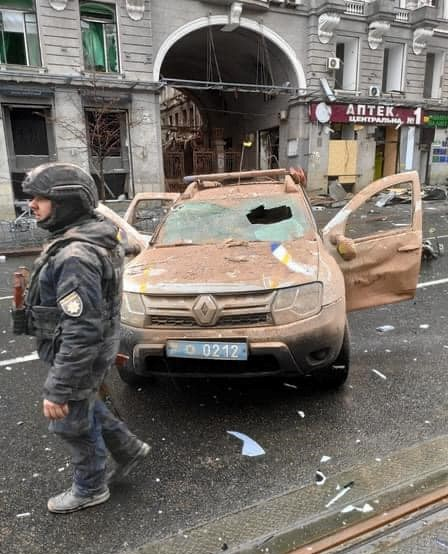
Policiais nacionais em Kharkiv durante a Invasão Russa da Ucrânia em 2022